# An Occasional Oratorio

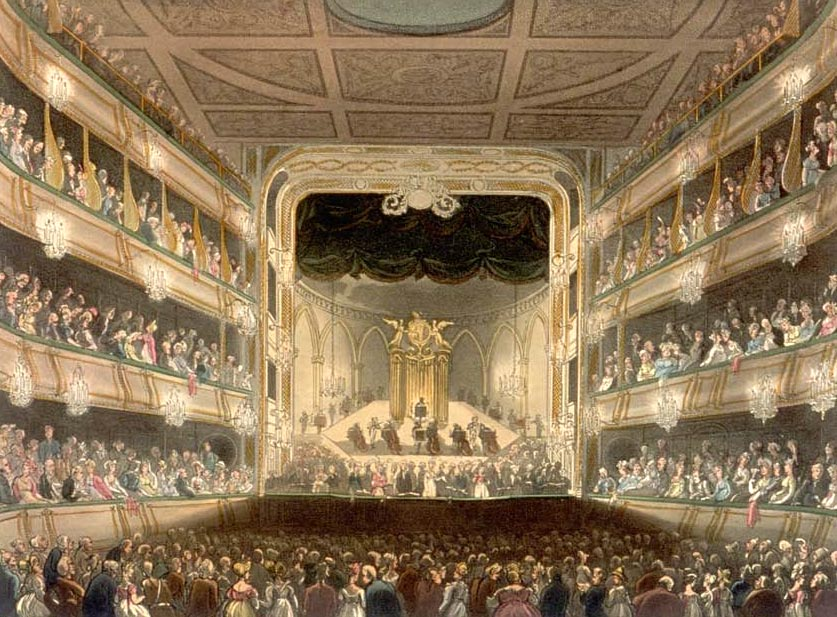
Una fotografia del teatre a Covent Garden on es va estrenar.

An Ocasional Oratorio (HWV 62) és un oratori de Georg Friedrich Händel, basat en un llibret de Newburgh Hamilton a partir de la poesia de John Milton i Edmund Spenser. L'obra va ser escrita durant la revolta jacobita de 1745–1746, l'intent d'enderrocament de la dinastia Hannover amb el rei Jordi II, que eren els patrons de Händel. La revolta pretenia reemplaçar-los per la Dinastia Stuart, amb Charles Edward Stuart, "Bonnie Prince Charlie". An Occasional Oratorio és únic entre els oratoris de Händel, ja que no narra una història o conté elements dramàtics, però intentava ser una peça d'unió, desafiant i patriòtica. Els exèrcits Stuart, originaris d'Escòcia, havien envaït Anglaterra i arribaren fins a Derby; allà, els exèrcits reials sota el comandament del fill del rei, Guillem August Duc de Cumberland, els havia aturat i retornat a Escòcia el desembre de 1745. Els combats estaven en un treva a causa del fred hivernal i el duc de Cumberland es trobava a Londres pel febrer de 1746. Händel va compondre An Ocasional Oratorio precipitadament el gener i febrer de 1746, "manllevant" i tornant a arranjar alguns moviments de composicions anteriors, i estrenant-la immediatament el 14 de febrer de 1746 amb Willem de Fesch, Élisabeth Duparc, Elisabetta de Gambarini, John Beard, i Thomas Reinhold al Covent Garden Theatre.

## Argument i anàlisi
Conté 44 moviments dividits en tres parts. La primera part, en general, tracta de les misèries de la guerra i la venjança d'un déu enfurit. La segona part, es basa en les benediccions de pau, i la tercera part, és l'acció de gràcies per la victòria.
Alguns van pensar que aquesta eufòria era prematura, ja que els rebels encara no havien estat derrotats. Charles Jennens, Handel amic i col·laborador que van escriure el text del Saul i altres oratoris de Händel va anomenar la peça "un triomf per una victòria encara no guanyada." L'obertura, a quatre parts, amb trompetes i timbales, és molt festiva i de vegades s'interpreta de manera independent del context de la peça. El famós cor "Prepare the Hymn" (una paràfrasi del Salm 81:1-2), el 26è moviment, apareix en la segona part. El segon minuet de la Música pel Reial Fireworks també apareix en aquest oratori.

## Estructura
- Overture

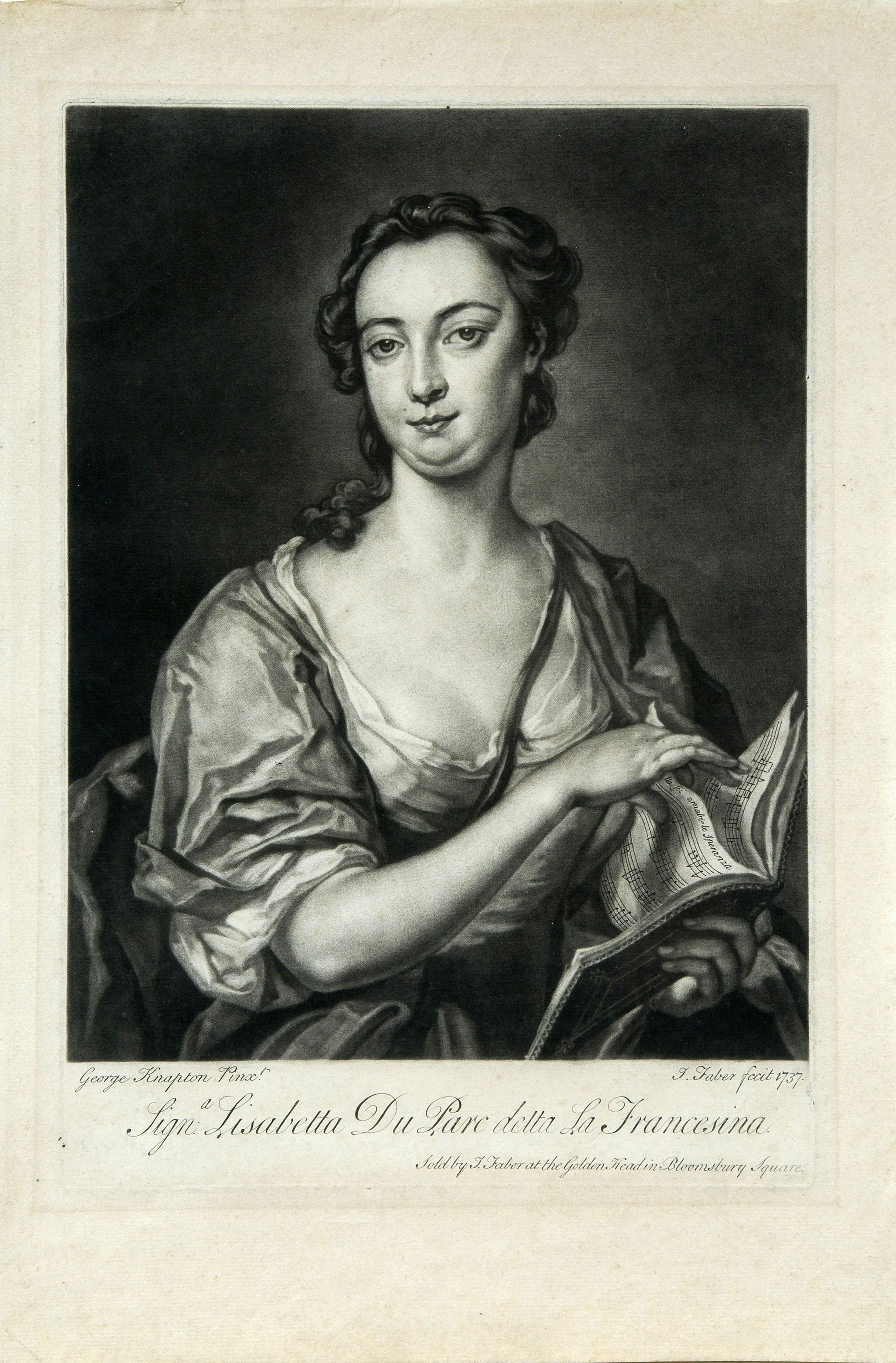
Élisabeth Duparc, soprano solista en les actuacions originals d'An Ocasional Oratorio

- 1.1. Arioso: Why do the gentiles tumult?
- 1.2. Chorus: Let us break off by strength of hand
- 1.3. Aria: O Lord, how many are my foes!
- 1.4. Chorus: Him or his God we not fear!
- 1.5. Aria: Jehovah, to my words give ear
- 1.6. Chorus: Him or his God we scorn to fear!
- 1.7. Recitative: The Highest who in Heaven doth dwell
- 1.8. Aria: O, who shall pour into my swollen eyes
- 1.9. Aria: Fly from the threat'ning vengeance, fly!
- 1.10. Accompagnato: Humbled with fear
- 1.11. Aria: His sceptre is the rod of righteousness
- 1.12. Aria: Be wise, be wise at length
- 1.13. Chorus: Be wise, be wise at length
- 1.14. Recitative: Of many millions the populous rout
- 1.15. Aria: Jehovah is my shield, my glory
- 1.16. Recitative: Fools or madmen stand not within
- 1.17. Chorus: God found them guilty

PART II

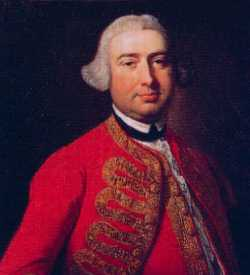
John Beard, tenor solista en l

- 2.1. Aria: O liberty, thou choicest treasure
- 2.2. Recitative: Who trusts in God should ne'er despair
- 2.3. Aria: Prophetic visions strike my eye
- 2.4. Chorus mit Solo (alto): May God, from whom all mercies
- 2.5. Recitative: The Lord hath heard my pray'r
- 2.6. Aria: Then will I Jehovah's praise
- 2.7. Chorus: All his mercies shall endure
- 2.8. Aria: How great and many perils do enfold
- 2.9. Duett (soprano, alto): After long storms and tempests overblown
- 2.10. Aria, Chorus: To God, our strength, sing loud
- 2.11. Aria: He has his mansion fix'd on high
- 2.12. Chorus: Hallelujah, your voices raise

PART III
- 3.1. Sinfonia
- 3.2. Chorus: I will sing unto the Lord
- 3.3. Chorus: Who is like unto thee, O Lord?
- 3.4. Aria: When warlike ensigns wave on high
- 3.5. Recitative: The enemy said, I will pursue
- 3.6. Aria: The enemy said, I will pursue
- 3.7. Aria: The sword that's drawn in virtue's cause
- 3.8. Chorus: Millions unborn shall bless the hand
- 3.9. Recitative: When Israel, like the bounteous Nile
- 3.10. Aria: When Israel, like the bounteous Nile
- 3.11. Aria: Tyrants, whom no cov'nants bind
- 3.12. Accompagnato: May balmy peace, and wreath'd renown
- 3.13. Aria: May balmy peace, and wreath'd renown
- 3.14. Chorus: Blessed are all they that fear the Lord

## Enregistraments
- Susan Gritton (soprano), Lisa Milne (soprano), James Bowman (contratenor), John Mark Ainsley (tenor), Michael George (baix), The King's Consort, Choir of The King's Consort, New College Choir, Oxford, director Robert King. Hyperion CD:CDA66961/2 (2010)
- Julia Doyle (soprano), Ben Johnson (tenor), Peter Harvey (baríton),Chor des Bayerischen Rundfunks and the Akademie für Alte Musik Berlin, Howard Arman, director. BR Klassik CD:900520 (2017).[5]